# 小野坂・桃井のバーチャラジオ電脳戦隊モモンガー
『小野坂・桃井のバーチャラジオ電脳戦隊モモンガー』（おのさか・ももいのバーチャルラジオでんのうせんたいモモンガー）は、声優の小野坂昌也と歌手の桃井はるこがパーソナリティを務めるラジオ番組である。本稿では後継番組の小野坂・桃井・ももこの電脳戦隊モモンガーWについても記述する。

## 小野坂・桃井のバーチャラジオ電脳戦隊モモンガー

### 概要
1998年文化放送にて放送開始、萌え萌えろ若人よ等のコーナーがあった。1999年10月1日の最終回放送後、同じ枠で小野坂・桃井・ももこの電脳戦隊モモンガーW開始。
小野坂の放つ下ネタに、桃井は「セクハラだ」とよく悩まされていた。

### 番組基本情報
- 放送期間：1998年10月 - 1999年10月
- 放送局：文化放送
- 放送時間：日曜日21:30 - 22:00、1999年4月より金曜日25:30 - 26:00
- パーソナリティ：小野坂昌也、桃井はるこ

## 小野坂・桃井・ももこの電脳戦隊モモンガーW
小野坂・桃井・ももこの電脳戦隊モモンガーWは、小野坂昌也と桃井はるこがパーソナリティ、斎藤桃子がアシスタントを務めるラジオ番組である。メインスポンサーはバンタン電脳情報学院。

### 番組基本情報
- 放送期間：1999年10月 - 2000年3月
- 放送局：文化放送
- 放送時間：金曜日25:30 - 26:00
- パーソナリティ：小野坂昌也、桃井はるこ、斎藤桃子（アシスタント）